# Torri Gemelle II
Le Torri Gemelle II, note anche come Torri Gemelle 2, Nuove Torri Gemelle, Trump Torri Gemelle e World Trade Center Phoenix sono un progetto mai realizzato la cui struttura sarebbe stata situata all'interno del World Trade Center in sostituzione delle Torri Gemelle originali, distrutte durante gli attentati dell'11 settembre 2001.

## Il progetto
Il complesso proposto avrebbe dovuto sostituire le originali Torri Gemelle del World Trade Center, riportando lo skyline del centro di Manhattan al suo stato originale. Una volta completato avrebbe incluso le nuove torri gemelle identiche a quelle progettate dall'architetto nippo-americano Minoru Yamasaki con poche eccezioni;  avrebbero avuto 115 piani, ovvero 5 piani in più rispetto alle torri originarie. Accanto agli edifici, un monumento avrebbe messo in risalto le basi dove erano situate le vecchie torri, con incisi in Memoriam le generalità delle vittime della tragedia. Il nuovo sito avrebbe anche accolto tre edifici ausiliari di 12 piani, in sostituzione delle Torri 3 , 4 e 5 del World Trade Center .
Il complesso è stato progettato e sviluppato dall'architetto Herbert Belton, dall'ingegnere Kenneth Gardner e sponsorizzato da Donald Trump.

### Origini (2001-2003)
Dopo gli attentati, nel 2003, la  Lower Manhattan Development Corporation (LMDC) decise di organizzare un concorso per ripristinare lo skyline di Manhattan. Ad esso si iscrissero sette studi di architettura. Delle sette aziende, quattro proposero la ricostruzione delle torri gemelle, non necessariamente identiche al progetto originale di Yamasaki. Dopo la scelta del progetto di Daniel Libeskind da parte della LMDC nel 2003 , tutti gli altri progetti furono accantonati.. La soluzione progettuale vincitrice fu però fortemente criticata dal pubblico, dal critico di architettura Herbert Muschamp e da Donald Trump.

### Plan of the people (2004)
La elaborazione progettuale delle torri gemelle nacque nel 2004 , con la creazione della "Team Twin Towers, Inc.", una organizzazione composta da attivisti, architetti, designer e altre personalità dell'edilizia, guidato inizialmente da Randy Warner, per realizzare il progetto  "Plan of the People" di ricostruzione di torri identiche a quelle realizzate da Minoru Yamasaki.
Il progetto prevedeva un tetto in acciaio a due strati con colonne più pesanti rispetto alla costruzione originale, che secondo l'organizzazione avrebbe consentito un migliore supporto strutturale, con finestre più grandi a favore di una migliore luminosità e una migliore protezione antincendio. Il memoriale invece avrebbe compreso due strutture di 5 piani che avrebbero occupato le parti originarie delle torri gemelle.
Le torri gemelle, alte 451 metri, avrebbero avuto anche una grande antenna alta 116 metri posta sul tetto della torre nord (come l'originale), che avrebbe portato la sua altezza totale a 566 metri, eclissando il Taipei 101 di Taiwan di 57 metri, all'epoca l'edificio più alto del mondo con 509 metri di altezza. Le due torri avrebbero dovuto avere tra 112 piani.
Joanna Rose, portavoce di LMDC, affermò che la loro organizzazione intendeva continuare a lavorare con la Freedom Tower proposta da Daniel Libeskind, oscurando gli altri progetti che affermavano di essere ancora in corsa. Randy Warner, co-fondatore del "Team Twin Towers", rispose: "Finché non avremo ancora iniziato a scavare un buco nel terreno, ci sarà ancora qualche discussione". La prima presentazione ufficiale del modello architettonico delle cosiddette "Torri Gemelle II" venne organizzata il 18 febbraio 2004, durante una conferenza stampa al Marriott Financial Center( oggi conosciuto come : "New York Marriott Downtown" ) vicino al sito del World Trade Center .
Il 27 febbraio dello stesso anno, a Donald Trump, ospite di un celebre programma radiofonico di Larry King, uno spettatore chiese se fosse coinvolto o avesse intenzione di essere coinvolto a favore delle "Nuove Torri Gemelle", Trump affermò di non essere ancora ufficialmente coinvolto con il "Team Twin Towers" e attaccò il progetto Childs-Libeskind Freedom Tower di petto pur sostenendo che Libeskind fosse sua amico ed una ottima persona.
Trump disse :
È tutto nelle mani di un uomo di nome Larry Silverstein, che è un mio amico, un grande architetto di New York, una persona molto buona. Odio il progetto, e credo che anche a Larry non piaccia. Gli è stato imposto. È un edificio di 50 piani che stanno cercando di far passare per un edificio di 120 piani. È un vero scheletro. E l'ultima cosa di cui abbiamo veramente bisogno a New York è uno scheletro del World Trade Center. Penso che questo non sia un design adatto per il sito. Ma Larry è un buon architetto. Lo costruirà, credo. Ed è difficile. Sai, dipende dal mercato.  

### Difficoltà realizzative (2005-2007)

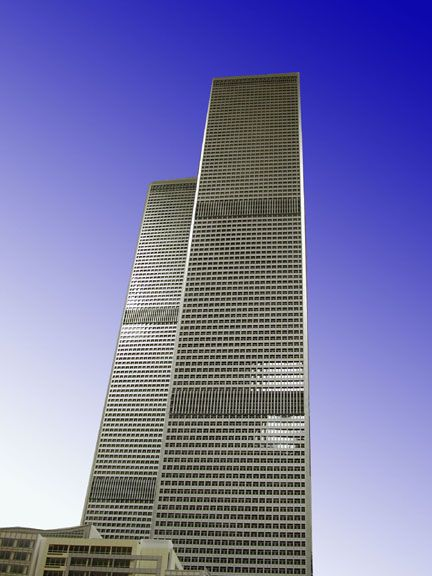
Il progetto, nel 2007 circa.

Nel 2005, con l'adesione ufficiale di Donald Trump, le varie campagne promozionali a favore del progetto aumentarono. Diversi fattori spiegano il crescente sostegno che tale progetto stava ricevendo dai cittadini: l'aumento delle critiche contro il progetto della Freedom Tower, così come il riemergere di vecchie accuse risalenti al 2002 e che collegavano la selezione del architetto vincente con potenziale clientelismo praticato dall'ex governatore di New York George Pataki .
Nel maggio 2005 Trump apparve sul canale MSNBC per discutere del Piano Childs-Libeskind / Freedom Tower. Mentre il conduttore chiese a Trump se un sito vuoto sarebbe stato anche meglio del progetto scelto dall'LMDC , quest'ultimo rispose affermativamente, criticando Daniel Libeskind , uno dei principali progettisti dell'edificio,  specificando "Non è necessario avere molta esperienza per aver progettato qualcosa del genere. E questo è solo un cattivo design” "non c'è molto ruolo che io possa assumere (...) Quello che voglio vedere, sono le torri del World Trade Center più forti e forse più grandi. Ed è quello che tutti vogliono vedere”.
Mentre il progetto cercava di guadagnare credibilità grazie al patrocinio di Donald Trump, l'ex presidente del distretto del Bronx, Fernando Ferrer, decise a sua volta di sostenere il progetto di costruzione di nuove torri gemelle.
Greg Manning, che lavorò nel World Trade Center originale insieme alla moglie Lauren, scrisse un articolo sul New York Times sostenendo il progetto "Twin Towers II". Manning lavorava come Broker per la società : "Euro Brokers" situata all'84º piano della Torre Sud e il giorno del crollo delle torri era in ritardo e quindi si salvò la vita, mentre Lauren, sopravvisse, nonostante fosse stata avvolta dalle fiamme provocate dallo schianto del volo della American Airlines 11 contro la Torre Nord.
Manning disse del progetto:
Quando io e mia moglie visitiamo o passiamo dal sito oggi, possiamo rimanere a bocca aperta davanti al vuoto, ma il nostro sguardo è attirato verso l'alto. Immaginiamo le cose com'erano, i morti e i feriti ancora in vita e quelli che stavano lavorando sopra. Molte famiglie in lutto intravedono le orme come il sacro riposo dei loro cari, ma con la più grande tenerezza e amore per i dispersi e i feriti, suggeriamo che per ritornare nello spazio sacro, abbiamo bisogno di ritornare al cielo. 
Il 18 maggio 2005, Trump, accompagnato dall'ingegnere Kenneth Gardner e dall'architetto Herbert Belton, tenne una conferenza stampa nella Trump Tower per discutere del tema delle nuove Torri Gemelle, attaccando nuovamente il progetto della Freedom Tower che, secondo lui, era : "Una discarica a cielo aperto, una serie di angoli scomposti che non si armonizzano. E dovremmo convivere con questo per diverse centinaia di anni? È il peggior esemplare architettonico che abbia mai visto in vita mia”.  Trump disse tuttavia che avrebbe rispettato qualunque decisione finale di Larry Silverstein, la cui società Silverstein Properties era titolare del contratto della locazione del sito. ; "Ho solo il potere di persuasione", disse il tycoon. Concludendo il suo intervento dicendo: "Se ricostruiamo il World Trade Center sotto forma di scheletro, allora i terroristi avranno vinto" e che se non si potevano trovare inquilini per il progetto, allora sarebbe stato meglio "Costruire invece un parco commemorativo ”.
Il progetto finale per la Freedom Tower venne presentato ufficialmente il 28 giugno 2005. Per rispondere ai problemi di sicurezza sollevati dal NYPD, venne progettata una base in cemento alta 57 metri. Il progetto originariamente prevedeva di rivestire la base con prismi di vetro, in risposta alle critiche secondo cui l'edificio avrebbe potuto essere poco attraente e che la sua parte inferiore avrebbe potuto sembrare una sorta di "bunker di cemento".

### Abbandono del progetto (2008-2010)

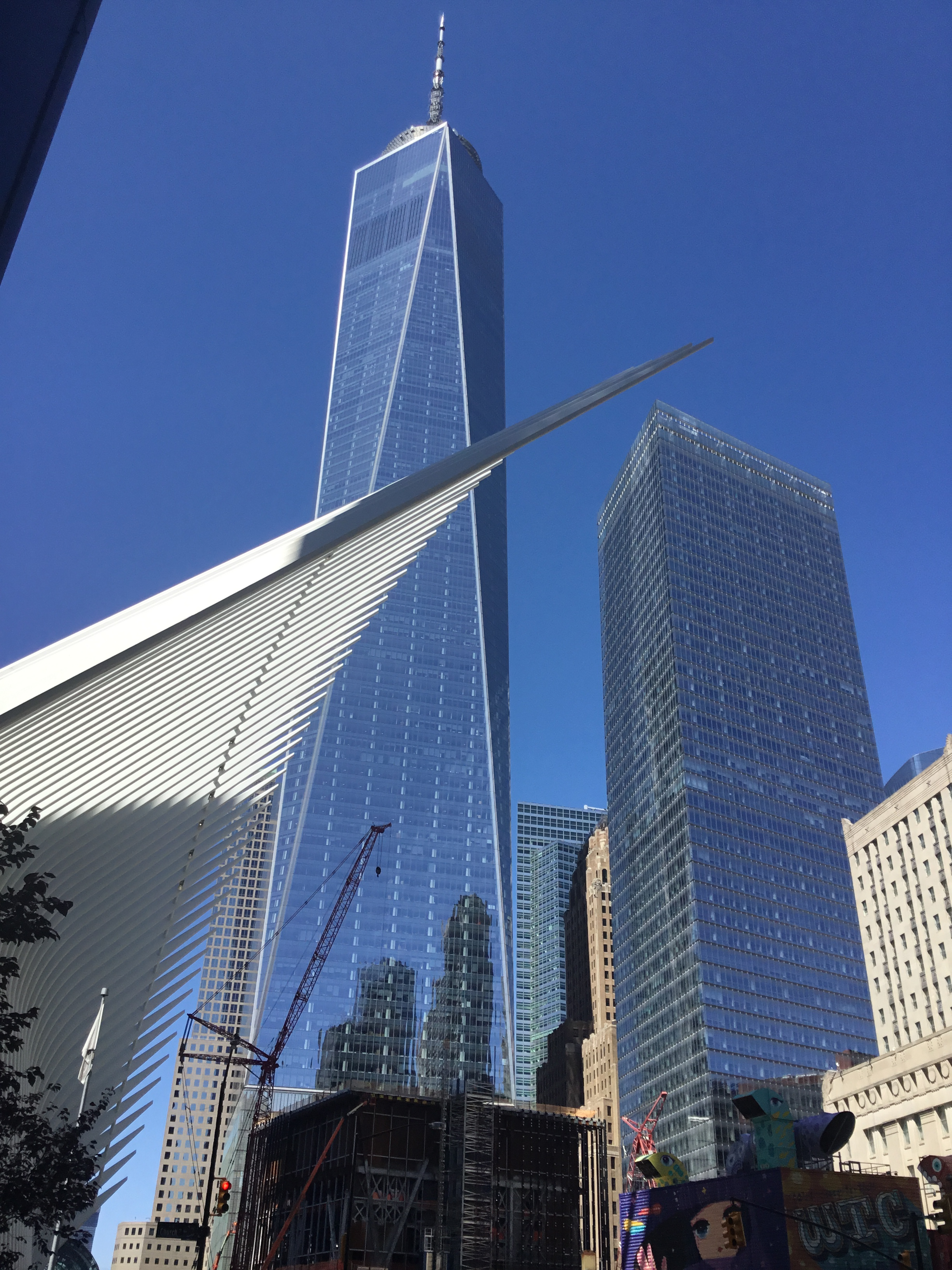
Progetto realizzato

La costruzione della Freedom Tower iniziata nell'aprile 2006, compromise fortemente il progetto delle "Nuove Torri Gemelle", che doveva sorgere nello stesso sito.  Nuove critiche emersero nel 2008, originariamente uno dei primi anni indicati per la ricostruzione totale del World Trade Center. Sebbene le fondamenta della Freedom Tower (presto ribattezzata One World Trade Center) e di altre strutture annesse fossero in via di completamento, voci come quelle di Ken Gardner, il progettista, chiedevano ancora la fine immediata del progetto scelto dal Port Autorithy e la costruzione delle "Torri Gemelle II".
Il progetto svanì totalmente con l'inizio dei cantieri del Four World Trade Center e del 9/11 Memorial, progetti paralleli definitivamente scelti dall'Autorità Portuale di New York e New Jersey.
Nel giugno 2015, quando la maggior parte degli edifici del complesso erano ormai completi, Bjarke Ingels, che era stato appena selezionato come architetto per il nuovo progetto del Two World Trade Center al posto di Norman Foster, disse che se fosse stato libero di farlo, avrebbe sicuramente ricostruito il World Trade Center in modo identico all'originale. Secondo lui ; “Erano una parte centrale dell'identità di Manhattan". "Quando guardavi Tony Soprano uscire dall'Holland Tunnel poteva vedere le torri direttamente nel suo specchietto retrovisore. Sembravano così forti”.